# 3ª Squadriglia caccia
La 3ª Squadriglia caccia fu una squadriglia del Servizio Aeronautico del Regio Esercito.

## Storia
Nasce il 26 settembre 1915 come 3ª Sezione Aviatik Salmson  (in sostituzione della sciolta 3ª Squadriglia da ricognizione e combattimento) al campo di aviazione di Taliedo per la difesa di Brescia.
Il 2 ottobre si porta a Brescia al comando del capitano Fernando Sanità e prende in carico una sezione di due Farman 14 della 1ª Squadriglia da ricognizione e combattimento.
Diventa operativa con tre SAML/Aviatik B.I e due Farman Renault, 5 piloti e 2 osservatori.
Il 26 ottobre la Sezione diventa 3ª Squadriglia Aviatik, il 1º dicembre con il cambio dei nomi alle squadriglie diventa 3ª Squadriglia caccia, il 5 dicembre entra nel III Gruppo (poi 3º Gruppo caccia terrestre) ed il 26 dicembre è al comando del capitano Gino Matteucci.
Nel 1915 ha effettuato 41 voli caccia.
Dal 1º gennaio 1916 dispone di 8 piloti e 5 osservatori e comincia a ricevere i Farman MF 1914 (versione italiana del Farman MF.11 con motore Fiat A.10).
Il 10 gennaio un Farman bombarda il campo volo di Gardolo ed il 12 gennaio baraccamenti nelle valli Giudicarie.
Nell'ambito dei cambi dei nomi di tutte le squadriglie la 3ª Caccia dotata di 7 aerei fra Aviatik con motore Salmson 125 hp e Farman, 7 piloti e 2 osservatori il 15 aprile 1916 venne ridesignata 72ª Squadriglia aeroplani.